# Serixia corporaali
Serixia corporaali är en skalbaggsart som beskrevs av Stefan von Breuning 1950. Serixia corporaali ingår i släktet Serixia och familjen långhorningar. Inga underarter finns listade i Catalogue of Life.